# 가와노촌 (미에현)
가와노촌(河曲村)은 미에현 가와게군에 있던 촌이다. 현재의 스즈카시에 해당한다.

## 역사
- 1889년 4월 1일 - 정촌제 시행에 의해 가와와군 이노우촌이 성립하였다.
- 1896년 4월 1일 - 군제 시행에 의해 가와게군으로 변경되었다.
- 1942년 12월 1일 -  시로코정,간베정, 이노촌, 이노촌, 이치노미야촌, 미다촌, 다마가키촌, 와카마쓰촌, 스즈카군 고촌, 스즈카군 쇼노촌, 마키타촌, 다카쓰세촌과 합병해, 스즈카시가 성립하여, 동일 가와노촌은 폐지되었다.

## 교통

### 철도
촌내 스즈카강 좌안을 간사이 본선이 통과하고 있었다. 스즈카시가 성립후 1949년 3월 11일, 기다마치에 스즈카역이 설치되었고, 1973년 국철 이세선(현: 이세 철도 이세선) 개통과 스즈카역 설치에 앞서 간사이 본선 스즈카역은 가와구마역으로 개칭되었다. 
현재는 구촌 지역의 남쪽은 1963에 개통된 긴테츠 스즈카선이, 동쪽은 이세 철도 이세선이 지나고 있다. 

## 참고문헌
- 角川日本地名大辞典 24 三重県